# Armin Pramstaller
Armin Pramstaller (* 8. Juni 1938 in Dornbirn; † 6. Mai 2002 ebenda) war ein österreichischer bildschaffender Künstler mit Schwerpunkt Druckgrafik und Radierung.

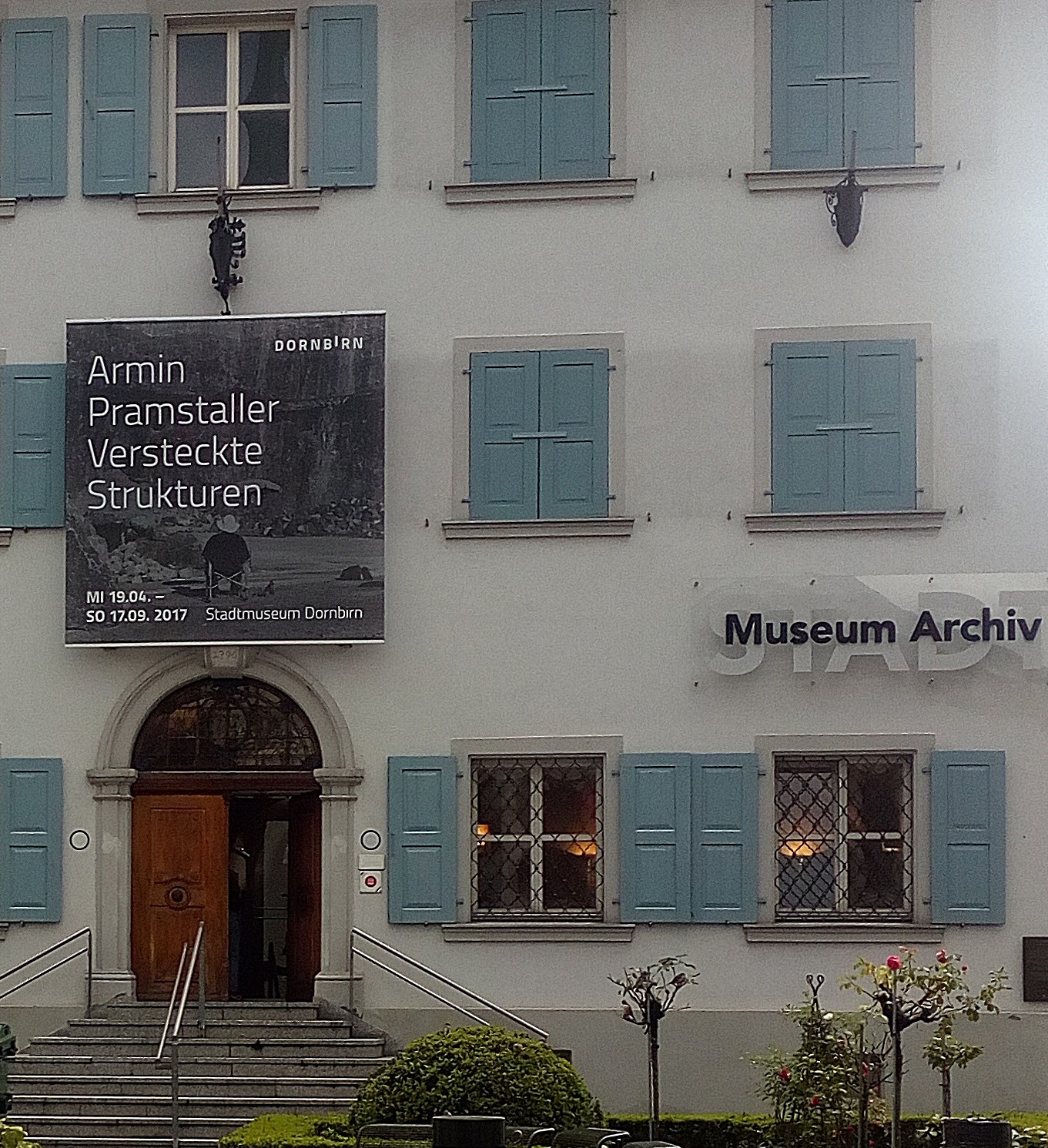
Stadtmuseum Dornbirn – Versteckte Strukturen

## Biografie

### Familie
Pramstaller war der Älteste der drei Kinder von Gottfried und Maria Pramstaller. Er hatte zwei Schwestern. Bis zu seinem 10. Lebensjahr verbrachte er eine vom Krieg weitgehend verschonte Kindheit, obwohl der Vater eingezogen war. 1948 erlitt er einen Unfall, der sein weiteres Leben belastete. Er fiel von einer Schaukel und war fortan rechtsseitig gelähmt. Der immer schon still in sich gekehrte sensible Junge wurde zum Grübler mit „ausgeprägtem Hang zu Nachdenklichkeit vielleicht sogar Schwermut.“ Das dürfte den Grundstein für seine ganze zukünftige künstlerische Laufbahn gebildet haben, obwohl er das nach außen immer herunterspielte: „ich musste nur auf die linke Hand umlernen“.
1971 lernte er Ulrike Mauer kennen, sie heirateten am 30. Juli 1973. Pramstallers Ehefrau war die Stütze für sein gesamtes Kunstschaffen, und absolvierte noch nach seinem Tod zwischen 2010 und 2014 ein Magister-Studium an der Universität in Innsbruck.
Margit Krismer hat in ihrem Werkverzeichnis auch das Private ausführlich geschildert. Armin Pramstaller starb an einem Schlaganfall.

### Ausbildung
Während der Jahre an der Dornbirner Realschule (1953–1959) reifte in ihm der Entschluss, Kunst zu studieren. Er begleitete seinen Zeichenlehrer Alfons Kräutler in die Natur zum Malen, beschäftigte sich mit der Vorarlberger Kunstgeschichte, studierte die Landschafts- und Porträtzeichnungen von Wolf Huber, Rudolf Wacker, Karl Eyth. Während der Mittelschulzeit entstanden Landschaftsstudien, Stillleben und Selbstporträts, auch Linolschnitte.
An der Akademie der bildenden Künste Wien begann er sein Studium im Herbst 1959, in den Meisterklassen bei Christian Ludwig Martin und Maximilian Melcher. Daneben besuchte er den Abendakt bei Herbert Boeckl.
Schon zu der Zeit galt Pramstaller als „Kaiser der Strichätzung“ und Maximilian Melcher bezeichnete ihn später als „einen seiner bedeutendsten Schüler“ und als einen „der besten Österreichs.“ Unikate sind insoweit aus den Anfängen seiner Laufbahn ein Porträt A.E. von 1965 oder ein Linolschnitt von 1959. Beide sind als Geschenke des Künstlers im Privatbesitz.
„Die frühen Radierungen zeigen die Auseinandersetzung mit der Zeichnung Vincent van Goghs sowie mit den Werken der großen englischen Radierer des 19. und beginnenden 20. Jahrhunderts F. Semour Haden, J. A. McNeill Whistler, Frank Brangwyn.“
Nach seinen Studienjahren in Wien kehrte er 1965 nach Vorarlberg zurück, um einer Anstellung als Kunsterzieher am musisch-pädagogischen Realgymnasium in Feldkirch nachzukommen. Doch der Schulbetrieb war seine Sache nicht. Nach zwanzig Jahren wurden „Broterwerb und Lehrberuf … ihm zur unerträglichen, bedrückenden Belastung.“ 1985 zog er sich gänzlich aus dem Lehrberuf zurück, um sich ungeteilt seiner künstlerischen Berufung zu widmen. Beides ging gesundheitlich nicht mehr.

## Armin Pramstaller über seine Arbeit
- „Es ist nicht neu, dass die Radierung gleich wie die freie Zeichnung zu den vollkommensten Ausdrucksmöglichkeiten des Künstlers gehört. Königin der Graphik hat man sie genannt. Kein Strich steht so schön wie der der Radierung.“
- „Die manuelle Radierung ist in ihren künstlerischen Möglichkeiten, in ihrer spontan unmittelbaren Mitteilung, in der sensibelsten Vibration der zeichnenden Hand, in der Schönheit von Hell und Dunkel unvergleichbar.“
- „Das kalte Herz bedeutet meine Faszination an den Steinen, einer scheinbar leblosen Materie, fast schon Liebe, Besessenheit, Leidenschaft. Und im Übrigen beinhaltet so eine Ausrichtung auch die Sehnsucht nach Verflüssigung, Eros, Verwandlung.“
- „Und da ist der Steinbruch fast nur einen Steinwurf weit, der mich mit seinen schaurig schönen Drohbildern beschäftigt. Es zieht mich immer wieder vor diese Wände, ich möchte sie zeichnen wie eine Schrift, die in den Stein gegraben ist. Natürlich werden an diesem Ort harte wirtschaftliche Interessen vertreten.“
- „Die Natur ist geduldig, aber ich glaube nicht, dass sich der Mensch die Erde für immer untertan machen kann. Sich versenken können in die Dinge, Meditation oder wie immer man es nennen will ...es ging mir darum, die Bewegung der Blätter darzustellen...“
- „Ich wusste plötzlich, worum es geht, nämlich um das Sichtbarmachen jener Kraftzentren, die durch das Aufeinandertreffen von Linien entstehen. Alles, was ich zu sagen habe, steht in meinen Radierungen und wer genau hinschaut, der wird es finden.“[6]

## Ausstellungen

### Einzelausstellungen
- 1966: Zeughaus Feldkirch
- 1967: Galerie Peithner-Lichtenfels Wien
- 1968: Galerie Peithner-Lichtenfels München
- 1972: Galerie Würthle Wien
- 1974: Rathaus, Graz
- 1975: Galerie Rhomberg Dornbirn
- 1979: Seezentrum, Hard
- 1977: Galerie Welz, Salzburg
- 1977: Rathaus, Graz
- 1978: Galerie Rhomberg, Dornbirn
- 1979: Galerie Welz, Salzburg
- 1980: Galerie Würthle, Wien
- 1980: Kaplanhaus, Dornbirn
- 1982: Töpfergalerie, Hohenems
- 1982: Kulturhaus, Graz
- 1983: Neue Galerie, Wien
- 1984: Galerie Welz, Salzburg
- 1984: Kaplanhaus, Dornbirn
- 1986: Töpfergalerie, Hohenems
- 1989: Galerie am Lindenplatz, Schaan
- 1989: Galerie Welz, Salzburg
- 1991: Galerie Zollgasse, Dornbirn
- 1991: Neue Galerie, Wien
- 1993: Kunst Raum, Dornbirn
- 1993: Galerie Welz, Salzburg
- 1995: Rupertinurn, Salzburg
- 1995: Galerie Wolfrum, Wien
- 1995: ORF-Landesstudio, Dornbirn
- 1997: Galerie Flora, Innsbruck
- 1998: Galerie Wolfrum, Wien
- 1999: Kunst Raum, Dornbirn
- 1999: Galerie Welz, Salzburg

### Ausstellungsbeteiligungen
- 1967: Galerie Basilisk, Wien
- 1968: Atelier Sous-Terrain, Wien
  - Secession Wien
  - Katakombengalerie Feldkirch
- 1969: Kunstmuseum St. Gallen
- 1970: Künstlerhaus Wien
  - Palais Thurn und Taxis, Bregenz
- 1971: Rhy-Galerie, Altstätten
- 1972: Städtische Galerie, Portogruaro
- 1975: Musée d‘Art Moderne, Paris
- 1976: Universität Salzburg
- 1977: Galerie Fähre, Saulgau
- 1978: Weltbank, Washington DC
- 1979: Palais Thurn und Taxis, Bregenz
  - Rathaus, Singen
  - Haus Sonnenberg, Frauenfeld
  - Städtische Galerie, Ravensburg
  - Graphik-Biennale, Biella
  - Graphik-Biennale, Heidelberg
- 1981: Galerie auf der Stubenbastei, Wien
  - Graphik-Biennale Seoul
- 1982: Palais Liechtenstein, Feldkirch
  - Graphische Sammlung Albertina, Wien
  - Graphik Biennale, Arco
  - Neue Galerie, Wien
- 1983: Graphik-Biennale Seoul
  - Galerie Hämmerle, Götzis
  - Stadtmuseum Linz-Nordico, Linz
- 1985: Seezentrum, Hard
- 1986: Graphik-Biennale Seoul
- 1988: Graphik-Biennale Seoul
- 1991: Kulturhaus, Graz
- 1994: Graphik-Biennale Seoul
- 1996: Graphik-Biennale Seoul
- 1997: Rupertinum, Salzburg
- 1998: NÖ-Dokumentationszentrum für Moderne Kunst, St. Pölten
  - Estampa, Madrid

## Werke in öffentlichen Sammlungen
- Bibliothèque nationale de France, Paris
- Graphische Sammlung Albertina (Wien)
- Graphische Sammlung Rupertinum, Salzburg
- Tiroler Landesmuseum Ferdinandeum, Innsbruck
- Vorarlberg Museum (früher Vorarlberger Landesmuseum), Bregenz

### Preise & Ankäufe
- 1966: Preis des 10. Österreichischen Grafik-Wettbewerbs Innsbruck
- 1967: Preis der 18. Österreichischen Jugendkulturwochen Innsbruck
- 1973: ÖBB Ankaufspreis
- 1973: Anerkennungspreis der Dr. Ernst-Koref-Stiftung
- 1978: Preis der Art Society des Internationalen Währungsfonds (IWF) Washington, USA
- 1980: Ankauf beim 17. Österreichischen Graphik-Wettbewerb Innsbruck
- 1982: Ankaufspreis beim 2. Römerquelle – Kunstwettbewerb

## Rezeption
Sein Lehrer Maximilian Melcher, so Margit Krismer, bezeichnete ihn später als seinen bedeutendsten Schüler und als einen „der besten“ Österreichs. 2002 heißt es in einem Nachruf der Vorarlberger Nachrichten (VN-cf): „Die Kulturschaffenden Österreichs und Vorarlbergs haben Pramstaller als einen in Erinnerung, der sich nie in den Vordergrund gedrängt hat, sondern lieber im stillen Kämmerlein arbeitete.“ Und weiter: „Die Anerkennung im eigenen Land blieb – wie so oft – beschränkt (obwohl er andererseits über Jahre hinweg als Haus- und Hofkünstler Dornbirns gehandhabt wurde).“

„Es ist der Pramstaller der legendären Rheintal-Gesamtansicht: Die Sonne breitet ihre Schwingen über den Grabenbruch mit Inselbergen; Spuren menschlicher Kultur und Besiedlung aber fehlen – und gleich der Bergstock der Drei Schwestern dazu; unser Rheintal sub specie aeternitatis“

## Nachlass
Ulrike Pramstaller vermachte den Nachlass ihres Mannes dem Museum der Stadt Dornbirn. Er wurde im Rahmen einer Bachelorarbeit von Atessa Sonntag im Stadtmuseum Dornbirn aufgearbeitet und digitalisiert. Insgesamt umfasst der Nachlass rund 2000 inventarisierte Stücke, 400 Radierungen, 141 Skizzen, 390 Druckplatten, 858 Fotografien, Werkzeuge, Ausstellungsplakate und persönliche Dokumente.